# اوبربارنیم
اوبربارنیم (به آلمانی: Oberbarnim) یک شهر در آلمان است که در مرکیش-اودرلند واقع شده‌است. اوبربارنیم  ۱٬۵۲۱ نفر جمعیت دارد.